# Samuel Barlow (Komponist)
Samuel Latham Mitchell Barlow (* 1. Juni 1892 in New York City, New York; † 19. September 1982 in Wyndmoor, Pennsylvania) war ein US-amerikanischer Komponist.

## Leben
Der Absolvent der Harvard University war Schüler von Percy Goetschius und Franklin Whitman Robinson in New York, von Isidore Philipp in Paris und 1923 von Ottorino Respighi in Rom. Während des Zweiten Weltkrieges war er Lieutenant in der US Army. Nach dem Krieg lebte er in New York und in Èze in Südfrankreich.
Seine einaktige Oper Mon ami Pierrot über das Leben von Jean-Baptiste Lully auf ein Libretto von Sacha Guitry war 1935 die erste Oper eines amerikanischen Komponisten, die in der Pariser Opéra-Comique aufgeführt wurde. 1938 wurde sein Concerto for Magic Lantern and Symphony Orchestra, eine Adaption der Geschichte von Babar, dem kleinen Elefanten, vom Philadelphia Orchestra unter Leopold Stokowski uraufgeführt. Er komponierte weitere Opern und Orchesterwerke sowie Kammermusik.

## Werke
- Vocalise, Orchester, 1926
- Alba, Sinfonisches Poem für Orchester, 1927
- Ballo sardo, Ballett, 1928
- Circus Ouverture, Orchester, 1930
- Piano Concerto, 1931
- Ballad and Scherzo, Streichquartett, 1933
- Biedermeier Waltzes, Orchester, 1935
- Mon ami Pierrot, Oper, 1935
- Amanda, Oper, 1936
- Concerto for Magic Lantern and Symphony Orchestra, 1938
- Conversations with Tchekhov, Klaviertrio, 1940
- Eugenie, Oper (undatiert)